# Max Hopp
Max Hopp (Wiesbaden, 20 augustus 1996) is een Duitse dartspeler. Zijn bijnaam is "Maximiser".

## Carrière
Op 13-jarige leeftijd won Max Hopp zijn eerste grote jeugdtoernooi en kon zich daardoor weer voor grotere (internationale) toernooien kwalificeren. Bij de WDF World Cup 2011 in Castlebar eindigde hij zowel in single als mixed koppels, met Ann-Kathrin Wigmann, als tweede. Bij het WDF Europe Youth Cup 2012 in Antwerpen behaalde hij zijn eerste Europese titel.
Zijn debuut bij het PDC wereldkampioenschap darten maakte hij in 2013 in Londen (startdatum 14 december 2012). Hij had zich gekwalificeerd door het winnen van het Central European Qualifier toernooi 2012 in Bielefeld.
Daarmee was hij de op een na jongste dartspeler die deelnam aan een PDC-wereldkampioenschap. Hij verloor in de eerste ronde met 2 tegen 3 sets van de Engelsman Denis Ovens, nadat hij tijdens de voorronde had gewonnen van de Zuid-Afrikaan Charl Pietersen.
In het daaropvolgende jaar werd hij vanwege zijn plaats in de PDC Order of Merit toegelaten tot het PDC wereldkampioenschap 2014; hij verloor in de eerste ronde van de Schot Robert Thornton.
Hij nam ook deel aan het PDC wereldkampioenschap 2015, dat begon op 18 december 2014. In de eerste ronde versloeg hij de Engelsman Mervyn King met 3 tegen 2 sets, waarbij hij tien keer 180 gooide. In de tweede ronde kreeg hij als tegenstander de Nederlander Vincent van der Voort; Van der Voort won met 4-0. Door het bereiken van de tweede ronde steeg Max Hopp naar plaats 62 in de PDC Order of Merit, zijn tot dan toe hoogste plaats in PDC-wereldranglijst. 
Bij het UK Open 2015 verloor Hopp in ronde 3 nipt met 7-9 van de Belg Kim Huybrechts.
In 2015 nam hij met Jyhan Artut deel aan de World Cup of Darts. Na winst tegen India en Oostenrijk bereikten ze de kwartfinale, die ze verloren van Engeland, met 0-2.
Een week later gooide Hopp bij de Host Nation Qualifier voor het International Darts Open in Riesa de eerste negendarter in zijn carrière.
In juli 2015 bereikte hij plaats 50 op de wereldranglijst. Hiermee streefde hij zijn landgenoot Jyhan Artut voorbij en werd de hoogstgeplaatste Duitser op de ranglijst. Op 19 oktober bereikte hij in Wigan de finale van het PDC-wereldkampioenschap voor jeugd tot 23 jaar, waarin hij op 29 november won van Nathan Aspinall met 6-5. Hiermee werd hij voor de eerste keer wereldjeugdkampioen. Hopp werd daarmee de jongste speler aller tijden die deze titel behaalde. 

#### 2016 - 2020
Bij het European Darts Matchplay 2016 in Hamburg bereikte Hopp als eerste Duitser de kwartfinale van een toernooi in het kader van de European Darts Tour. Hier verloor hij met 4-6 van Peter Wright. 
Bij het European Darts Championship 2016 won hij in ronde 1 van Benito van de Pas, maar verloor in de achtste finale met 3:10 van James Wade. Bij het Grand Slam of Darts 2016 werd hij in de groepsfase uitgeschakeld. Bij het PDC World Darts Championship 2017 revancheerde hij zich tegen Vincent van der Voort voor de nederlaag in ronde 2, twee jaar daarvoor, en won met 3-1. Bij de World Cup of Darts 2017 bereikte hij in het team met Martin Schindler de kwartfinale. Vanwege de wisselende resultaten in het jaar 2017 kwalificeerde Max Hopp zich voor het eerst sinds het bereiken van de minimum-leeftijd 16 jaar niet voor het PDC World Darts Championship 2018. Als reactie besloot hij weer te gaan deelnemen aan het Duitse Super League Darts toernooi. Bij de German Darts Grand Prix 2018 bereikte hij voor het eerst sinds twee jaar de kwartfinale van een European Darts Tour-toernooi. Twee weken later won hij het German Darts Open. Op zijn route naar de titel won hij onder andere van de Premier-League-speler Rob Cross (7-6), Peter Wright (6-4) en Michael Smith (8-7). Hij kwalificeerde zich als eerste Duitser voor de World Matchplay en voor de Grand Prix of Darts. In beide toernooien werd Hopp in de eerste ronde uitgeschakeld. Bij het European Darts Championship in Dortmund bereikte hij de halve finale. Daar won hij van William O'Connor, James Wilson en Darren Webster. Hiermee was hij de eerste Duitser die in een van de toptoernooien de halve finale bereikte. Hier verloor hij met 9-10 van de latere winnaar James Wade, hij miste drie keer een matchdart. Op 28 september 2018 behaalde hij zijn tweede overwinning op een PDC-toernooi voor profs, door het winnen van het Players Championship 19 in Dublin. Vanwege zijn goede resultaten in 2018 werd Hopp op het jaarlijkse "PDC Awards Dinner" van 2019 uitgeroepen tot "Young Player of the Year".
In 2019 wilde hij zijn sterke performance uit 2018 voortzetten. Als eerste Duitser bereikte Hopp bij het PDC-Wereldkampioenschap 2019 door zijn 3-0 overwinning op Danny Noppert de derde ronde. Daar verloor hij met 1-4 van Michael van Gerwen.  Bij het UK Open bereikte hij de ronde met de laatste 32 darters. Door het uitvallen van Gary Anderson kon hij meespelen in de Premier League, maar verloor in Berlijn met 3-7 van Raymond van Barneveld. Bij de European Darts Grand Prix bereikte Hopp de halve finale en miste daar twee matchdarts tegen Simon Whitlock. Hij kwalificeerde zich opnieuw voor World Matchplay, waar hij in de verlenging won van Dave Chisnall, maar in de tweede ronde in de verlenging verloor van Michael Smith. Hij kwalficeerde zich ook weer voor de World Grand Prix 2019, waar hij in de eerste ronde werd uitgeschakeld door Peter Wright. Op het PDC-Wereldkampioenschap 2020 won hij in ronde van Benito van de Pas. In ronde 3 werd hij met 2-4 uitgeschakeld door Darius Labanauskas.
In 2020 was wat Hopp te doen stond: het verdedigen van zijn prijzengeld uit de PDC Order of Merit van 2018, waarin hij inmiddels nummer 23 van de wereld geworden was. Echter, wegens de ziekte van Pfeiffer kon hij niet deelnamen aan het UK Open. Vervolgens volgden er veel toernooien waarin hij werd uitgeschakeld in de eerste of tweede ronde. Bij de European Tour in Riesa bereikte hij de laatste zestien. Bij het European Darts Championship miste hij twee matchdarts voor ronde 2 tegen Jonny Clayton, waardoor hij niet de tweede ronde bereikte. Bij het Players Championship Nr. 30 in 2019 gooide Max Hopp met 119.2 punten het hoogste gemiddelde van de Duitse PDC-spelers. Bij de World Cup of Darts 2020 bereikte hij, met de nieuwe teamgenoot Gabriel Clemens, de halve finale. In de kwartfinale was gewonnen van Nederland. In de halve finale werd verloren van het team uit Wales, de latere winnaars Gerwyn Price en Jonny Clayton.

#### 2021 - 2025
Bij het PDC-Wereldkampioenschap 2021 was Hopp niet meer geplaatst, en daarom moest hij een eerste ronde spelen. Hier won hij met 3-0 van Gordon Mathers. In de tweede ronde verloor hij met 1-3 van Mervyn King.
Na opnieuw mindere resultaten moest Hopp eind 2022 zijn Tour Card inleveren. Hij ging in 2023 deelnemen aan de PDC Qualifying School, waarbij hij mocht instromen in de eindfase. Echter behaalde hij slechts vier punten voor de ranglijst, wat niet voldoende was voor terug-ontvangen van de Tour Card. Hopp ging daarom deelnemen aan de toernooien van de PDC Challenge Tour 2023. Drie maal bereikte hij hierbij de laatste 16, en sloot het seizoen af op plaats 60 op de Challenge Tour Order of Merit. Ook nam hij weer deel aan de PDC Super League Darts 2023 en kwam met 8 overwinningen uit 10 matches succesvol uit de groepsfase. In de achtste finale verloor hij vervolgens met 3-6 van Kai Gotthardt. 
Ook in 2024 nam Hopp weer deel aan de Q-School, waar hij op de 3e dag rechtstreeks de finaleronde bereikte, en vervolgens in de eerste match verloor van Rusty-Jake Rodriguez. Op de laatste dag behaalde hij een overwinning, wat echter niet voldoende was voor de Tour Card. Hopp nam in het voorjaar deel aan de toernooien van de PDC Challenge Tour 2024, waarbij drie keer de laatste zestien bereikte. Ook kwalificeerde hij zich via een "Host Nation Qualifier" voor het German Darts Championship 2024.
Hopp wist op de laatste finaledag van de Q-School een Tour Card te behalen via de EU Q-School Order of Merit. Hierdoor verzekerde hij zich voor twee jaar toegang tot het professionele circuit.

## Resultaten op Wereldkampioenschappen

### PDC
- 2013: Laatste 64 (verloren van Denis Ovens met 2-3)
- 2014: Laatste 64 (verloren van Robert Thornton met 1-3)
- 2015: Laatste 32 (verloren van Vincent van der Voort met 0-4)
- 2016: Laatste 64 (verloren van Benito van de Pas met 1-3)
- 2017: Laatste 32 (verloren van Kim Huybrechts met 0-4)
- 2019: Laatste 32 (verloren van Michael van Gerwen met 1-4)
- 2020: Laatste 32 (verloren van Darius Labanauskas met 2-4)
- 2021: Laatste 64 (verloren van Mervyn King met 1-3)

### PDC World Youth Championship
- 2012: Laatste 32 (verloren van Sam Hill met 0-5)
- 2013: Laatste 16 (verloren van Sam Hamilton met 3-6)
- 2014: Laatste 64 (verloren van Ryan de Vreede met 5-6)
- 2015: Winnaar (gewonnen in de finale van Nathan Aspinall met 6-5)
- 2016: Laatste 32 (verloren van Martin Schindler met 5-6)
- 2017: Laatste 16 (verloren van Kenny Neyens met 2-6)
- 2019: Laatste 32 (verloren van Adam Gawlas met 4-6)

## Resultaten op de World Matchplay
- 2018: Laatste 32 (verloren van Ian White met 7-10)
- 2019: Laatste 16 (verloren van Michael Smith met 10-12)

## Trivia
Hopp heeft een grote kennis van het Nederlands. Zo bleek onder andere uit een interview tijdens het PDC-wereldkampioenschap van 2018 met Jacques Nieuwlaat op het YouTube-kanaal van RTL7 Darts.